# Enemies (canción)
«Enemies» es el tercer sencillo de la banda de rock estadounidense Shinedown de su cuarto álbum Amaryllis (2012) lanzado el 17 de julio de 2012.

## Video musical
El video muestra a la banda sentada en una reunión privada, en una sala abierta y vacía. La letra de la canción simula el diálogo y cómo causa la "pelea" resultante que sigue.
En marzo de 2021, la canción tiene 50 millones de visitas en YouTube.

## En otros medios
Esta canción se usó como tema de apertura de WWE Raw del 25 de julio de 2016 al 22 de enero de 2018, además de aparecer en el videojuego WWE 2K18.

## Posicionamiento en lista
| Lista (2012)                  | Posición |
| ----------------------------- | -------- |
| US Hot Rock Songs (Billboard) | 94       |

| Lista (2013)                   | Posición |
| ------------------------------ | -------- |
| US Rock Airplay (Billboard)    | 47       |
| US Mainstream Rock (Billboard) | 19       |